# Bonaventure Hyacinthe de Bousies
Bonaventure Hyacinthe de Bousies (Bergen, 17 september 1755 - Ghlin, 23 augustus 1831) was een vooraanstaand lid van de Henegouwse adellijke familie De Bousies.
Onder het ancien régime was hij van 1782 tot 1789 burgemeester van Bergen, tot hij als aanhanger van de statisten door de Oostenrijkers werd afgezet. Tijdens de Brabantse Revolutie was hij in 1790 afgevaardigde van de Verenigde Nederlandse Staten bij het hof van Berlijn. In de Franse tijd werd hij lid van de Raad van Vijfhonderd en lid van de prefectuurraad voor het departement Jemappes. Ten tijde van het Verenigd Koninkrijk der Nederlanden werd hij in 1816 erkend in de erfelijke adel, met de titel van ridder, overdraagbaar op alle mannelijke afstammelingen. Tevens werd hij benoemd in de Ridderschap van de Nederlandse provincie Henegouwen, waarvan hij van 1817 tot 1830 de voorzitter was. Van 1815 tot 1821 was hij ook de eerste gouverneur van de nieuwe Nederlandse provincie Henegouwen. Nadien was hij nog staatsraad en kamerheer van koning Willem I der Nederlanden.
Hij was ook industrieel en zette zich in voor de 'Faiencerie de Nimy', die hij renoveerde en voor wie hij verkooppunten oprichtte in de voornaamste Belgische steden.
- Biografisch Portaal: 69723972
- Library of Congress Control Number: no2017034784
- Parlement.com: vg9fgoprn5ww
- Virtual International Authority File: 6772149068503665730009
- WorldCat: E39PBJg4jCXJj3TH8kKBMT67pP